# مسابقة الأغنية الأوروبية 1960
كانت مسابقة الأغنية الأوروبية 1960 هي النسخة الخامسة من مسابقة الأغنية الأوروبية السنوية، وقد أقيمت في لندن، المملكة المتحدة. كانت هذه هي المرة الأولى التي تستضيف فيها المملكة المتحدة المسابقة. نظمها اتحاد البث الأوروبي (EBU) والمذيع المضيف هيئة الإذاعة البريطانية (بي بي سي). أقيمت المسابقة في قاعة المهرجانات الملكية في يوم الثلاثاء 29 مارس 1960 واستضافتها مقدمة البرامج التلفزيونية البريطانية كاتي بويل، التي ستستضيف المسابقة 3 مرات أخرى. كانت أيضًا أول مسابقة يوروفيجن للأغاني أقيمت في عاصمة، بالإضافة إلى أول مسابقة أقيمت في الجزر البريطانية وفي العالم الناطق باللغة الإنجليزية.
وشاركت ثلاثة عشر دولة في المسابقة هذا العام. قدمت النرويج موعدها، وعادت لوكسمبورغ بعد غيابها عن النسخة السابقة.
وفازت فرنسا بالمسابقة بأغنية «Tom Pillibi»، التي غنتها جاكلين بوير، وكتابة بيير كور، وألحان أندريه بوب. كان هذا بالفعل فوز فرنسا الثاني في المسابقة، بعد فوزها في عام 1958، والمركز الثالث على التوالي. في سن 18، أصبح بوير أول مراهق وأصغر فنان يفوز بالمسابقة حتى الآن. بعد وفاة ليس آسيا في عام 2018، أصبحت جاكلين بوير أطول فائزة في مسابقة يوروفيجن، على الرغم من أن المطربين الفائزين لاحقًا هم أكبر سنًا من حيث العمر.

## موقع

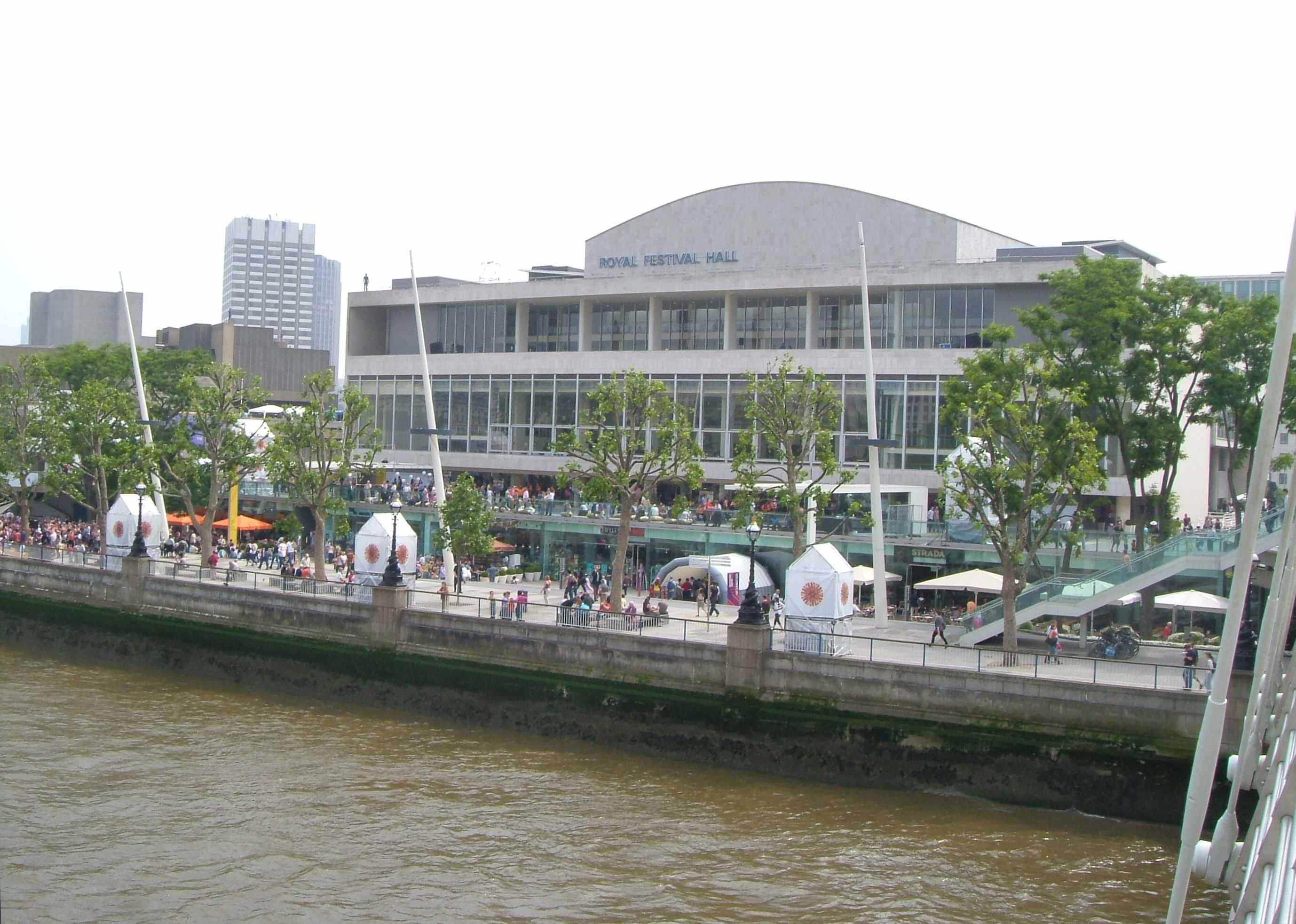
قاعة المهرجانات الملكية, لندن - المكان المضيف لمسابقة 1960.

وبعد فوز تيدي شولتن لهولندا في 1959 مسابقة في كان، فرنسا، مع أغنية «Een beetje»، رفض خدمة التلفزيون هولندا (NTS) لاستضافة مسابقة أخرى في وقت قريب جدا بعد استضافة البطولة في 1958. وبالتالي، انتقل شرف استضافة المسابقة إلى هيئة الإذاعة البريطانية والمملكة المتحدة، التي احتلت المرتبة الثانية في عام 1959.
استضافت لندن مسابقة الأغنية الأوروبية لعام 1960. في قاعة المهرجانات الملكية، ومكان للمشاركة في المسابقة عام 1960، هو الحفل 2900 مقعدا، الرقص ومحادثات مكان داخل مركز ساوث بانك في لندن. يقع على الضفة الجنوبية لنهر التايمز، وليس بعيدًا عن جسر هانجرفورد.